# Lumbini (zona)
Lumbini (em nepali: गण्डकी अञ्चल; transl. Lumbini Añcal) é uma zona da Região Oeste do Nepal. Tem uma população de 2 526 868 habitantes e uma área de 8 975 km². Sua capital é a cidade de Butwal.

## Distritos
A zona de Lumbini está dividida em seis distritos:
- Arghakhanchi
- Gulmi
- Kapilvastu
- Nawalparasi
- Palpa
- Rupandehi